# Strymon borus
Strymon borus är en fjärilsart som beskrevs av Jean Baptiste Boisduval 1869. Strymon borus ingår i släktet Strymon och familjen juvelvingar. Inga underarter finns listade i Catalogue of Life.